# Presentativo (linguistica)
In linguistica, si dice presentativa una parola o una struttura sintattica che introduce, o "presenta" un'entità nel discorso, portandola all'attenzione dell'interlocutore, senza alcuna funzione strettamente grammaticale. Tipicamente, l'entità così introdotta servirà come tema del successivo discorso. Ad esempio, la costruzione in "there" nella seguente frase inglese è una presentativa:
There appeared a cat on the window sill.
'Apparve un gatto sul davanzale della finestra.'

Senza il presentativo, la frase sarebbe
A cat appeared on the window sill.
'Un gatto apparve sul davanzale della finestra.'

e sarebbe comunque grammaticalmente perfetta, senza tuttavia che la funzione presentativa sia realizzata.
I presentativi non sono soltanto delle parole (o locuzioni) ma possono anche essere dei morfemi legati. Nella lingua Maybrat, per esempio, esiste un prefisso presentativo me- che si combina con i dimostrativi.
m-ama    me-to
U-venire PRESTT-DEM
'Eccola'
La lingua francese dispone di una serie di presentativi, come il y a, c'est, voici, voilà.  La sequenza il y a (dal verbo avoir 'avere'), che nel parlato informale è spesso ridotta foneticamente in ‘ya [ja]), viene usata comunemente per introdurre i nuovi elementi nel discorso, come un policier ('un poliziotto') nella frase che segue:
ya un policier qui arrive
'c'è un poliziotto che arriva'
In maniera simile al francese il y a, in cinese il verbo esistenziale yǒu ('avere') viene spesso usato come un presentativo per introdurre le nuove entità nel discorso:
Kàn!          Yǒu rén            tōu nǐde miànbāo! 
Guardare AVERE persona rubare tuo pane
‘Guarda! C'è qualcuno [che] ha rubato il tuo pane!'
In italiano standard esiste il cosiddetto c'è presentativo, come nell'esempio seguente, basato sul verbo essere (in numerosi dialetti italiani tuttavia la formula presentativa è centrata su avere proprio come in francese ed in cinese).
C'è qualcuno che ti cercava
In italiano, tuttavia, è soprattutto la variazione dell'ordine dei costituenti che viene usata come strumento presentativo. Per esempio, una traduzione italiana più naturale dell'esempio francese riportato sopra (ya un policier qui arrive) è la frase seguente:
Arriva un poliziotto
Oltretutto, questa seconda forma appare più corretta, perché il c'è.. che presentativo, essendo grammaticalmente inutile, è percepito come scorretto in un registro formale (a differenza del francese), venendo quindi relegato soprattutto alla lingua parlata.
In effetti, nelle lingue del mondo, particolari configurazioni sintattiche possono essere utilizzate per introdurre le nuove entità nel discorso, ovvero per realizzare la funzione presentativa in questione. Per esempio, è il caso delle frasi "invertite", in cui il soggetto delle lingue SV(O) appare in posizione post-verbale. Nella seguente frase cinese parlato, l'agente del verbo lái ('venire'), che di solito occupa la posizione preverbale, appare dopo il verbo proprio perché indica un'entità nuova nel discorso:
Nèi tiān túránjiān ne,   lái-le hǎoxiē-ge fēijī
DEM giorno improvvisamente NE venire-PFV non.pochi-CL aereo
'Quel giorno improvvisamente sono arrivati numerosi aerei'
Un sottotipo di frase invertita è chiamato inversione locativa poiché in molte lingue la posizione preverbale è occupata da un'espressione locativa. L'inglese (specialmente nel suo registro scritto) ha questo tipo di struttura:
In a little white house lived two rabbits.